# Monbars
Monbars („l’exterminateur“), bekannt als Bukanier der Südsee, war ein Edelmann aus dem Languedoc und wurde „Würgeengel“ genannt.
Er war besonders bekannt durch seine extrem grausamen Foltermethoden. Sein Hass richtete sich vor allem gegen Spanien und unter dessen Flagge segelnden Schiffe. Diesen Hass eignete er sich aufgrund einer Erzählung an, in welcher von Spaniern verübte Grausamkeiten an amerikanischen Indianern berichtet wurden.
Monbars war einer der ersten Piraten aus Europa, der sich in der Südsee durch seine Plünderungen einen Namen machte. 1670 eroberte er Panama.